# Arıcak
Arıcak là một huyện thuộc tỉnh Elazığ, Thổ Nhĩ Kỳ. Huyện có diện tích 400 km² và dân số thời điểm năm 2007 là 16466 người, mật độ 41 người/km².